# 孔尚贞
孔尚貞（韓語：공상정，羅馬化：Kong Sangjeong，1996年6月22日—），是韩国著名的女子短道速滑运动员。

## 国籍
孔尚貞的爺爺原是台灣人，1949年因國共内戰逃亡韓國，定居春川。她的父母也在南韓春川市長大，目前在春川開診所。孔尚貞出生時是中華民國国籍，但她并未就讀華僑学校，而是一直在普通的韓國學校就讀。2010年底她入選世青賽國手，但因國籍問題無法出賽，她向南韓體育當局提出「請給我南韓國籍」訴求，2011年以優秀運動人才辦法評為體育優秀外國人才，同年12月以特別入籍資格獲得韓國國籍。

## 學歷
南部小學

春內小學 (轉學)

首爾京仁小學（畢業）

月村中學 (畢業)

裕峯女子高級中學 (畢業)

高麗大學世宗校區國際體育系 (學士)

## 經歷
現職：短道速滑發令員、健康護理運動教練

### 選手生涯
- 第29屆全國男女短道速滑大賽金牌
- 2014年索契冬奥会韩国女子短道速滑队在索契获得接力金牌。
- 2014年每天好日子幸福（朝鲜语：날마다좋은날）巴拉米[2]形象大使
- 第95屆冬季運動會短道速滑高中部女子500米金牌
- 2015年世界青年短道速滑锦标赛，获得女子全能王

### 演藝生涯
畫報
- 2014年，《marie claire》4月號畫報模特
- 2014年，《vogue korea》4月號畫報模特

綜藝出演
- 2023年-2024年，換乘戀愛3固定出演

## 资料来源
1. ↑  .   [2014-10-06]. （原始内容存档于2014-10-10）.
2. ↑  音譯

## 外部連結
- 孔尚贞-国际滑冰联盟（ISU）